# Europejscy Konserwatyści i Reformatorzy
Europejscy Konserwatyści i Reformatorzy, EKR (ang. European Conservatives and Reformists, ECR) – grupa w Parlamencie Europejskim, utworzona po wyborach do PE w 2009 przez partie konserwatywne. Funkcjonująca także w kolejnych kadencjach. Jest związana z międzynarodową Partią Europejskich Konserwatystów i Reformatorów, której program bazuje na tzw. Deklaracji Praskiej, głoszącej takie wartości, jak wolność jednostki, poparcie dla wolnego rynku i inne.

## Geneza
Zgodnie z zapowiedzią Williama Hague z 22 czerwca 2009 decyzję o przystąpieniu do frakcji podjęło 55 posłów z ośmiu państw, co stawiało ECR na 4. miejscu pod względem liczebności. W skład grupy weszły Partia Konserwatywna (CP) z Wielkiej Brytanii, Prawo i Sprawiedliwość (PiS) z Polski oraz Obywatelska Partia Demokratyczna (ODS) z Czech, a także pojedynczy przedstawiciele innych ugrupowań.

## Przewodniczący i współprzewodniczący
- Timothy Kirkhope (2009)
- Michał Kamiński (2009–2011)
- Jan Zahradil (2011)
- Martin Callanan (2011–2014)
- Syed Kamall (2014–2019)
- Ryszard Legutko (2017–2024)
- Raffaele Fitto (2019–2022)
- Nicola Procaccini (od 2023)
- Joachim Brudziński (od 2024)